# Bernard B. Brodie
Bernard Beryl Brodie (auch Steve Brodie; * 7. August 1907 in Liverpool; † 28. Februar 1989 in Charlottesville, Virginia) war ein britischer Biochemiker und Pharmakologe.

## Leben
Brodies Eltern wanderten nach Kanada aus, wo Bernard Brodie seine Schulbildung erhielt. Nach der High School diente Brodie drei Jahre in der kanadischen Armee, bevor er bis 1931 an der McGill University in Montreal studierte. An der New York University (NYU) erwarb er einen Ph.D. in organischer Chemie. Als Postdoktorand arbeitete Brodie bei dem Pharmakologen George B. Wallace und wurde an der NYU School of Medicine Forschungsassistent, Dozent, Assistant Professor und schließlich Associate Professor.
Nach dem Kriegseintritt der USA in den Zweiten Weltkrieg holte James A. Shannon Brodie als Forschungsgruppenleiter an das Goldwater Memorial Hospital in New York City, wo er sich mit medikamentöser Therapie der Malaria beschäftigte, insbesondere der Pharmakokinetik von Quinacrin. Nach dem Krieg wandte sich Brodie gemeinsam mit dem späteren Nobelpreisträger Julius Axelrod der Verstoffwechselung (Metabolisierung) von Arzneistoffen zu. Shannon warb 1950 Brodie erneut an, diesmal für das National Heart Institute (heute National Heart, Lung, and Blood Institute), eine Einrichtung der National Institutes of Health mit Sitz in Bethesda, Maryland, wo Brodie die Leitung des Labors für Chemische Pharmakologie mit etwa 40 Mitarbeitern übernahm. Bei angeschlagener Gesundheit ging Brodie 1970 in den Ruhestand. Er wirkte noch einige Jahre beratend an den NIH und für Roche in Nutley, New Jersey, und als Gastprofessor am Pennsylvania State College of Medicine in Hershey und der University of Arizona Medical School in Tucson.
Brodie war verheiratet.

## Wirken
Brodie lenkte die Aufmerksamkeit der Pharmakologie von der Wirkung des Arzneistoffs auf den Körper auf die Wirkung des Körpers auf den Arzneistoff.
Brodie und Mitarbeiter konnten zeigen, dass der schmerzstillende Effekt des Acetanilids und des Phenacetins letztlich auf ein Abbauprodukt dieser Stoffe, das Paracetamol, zurückzuführen sind. Die Behandlung mit Paracetamol hat wesentlich weniger Nebenwirkungen als die mit seinen Vorläufersubstanzen. Weitere wichtige Entdeckungen zum Stoffwechsel von Phenylbutazon, Imipramin und anderen psychotropen Substanzen, Barbituraten wie Thiopental oder Procain und Procainamid gehen auf Brodie zurück. Besonderes Augenmerk legte Brodie auf die Fettlöslichkeit der Arzneistoffe, die entscheidenden Einfluss auf Resorption, Verteilung, Exkretion und Verstoffwechselung hat. Brodie entdeckte, dass stark fettlösliche Arzneistoffe sehr lange im Fettgewebe verbleiben und verzögert wieder freigesetzt werden können. Er führte systematisch die Plasmakonzentration als verlässlicheren Parameter zur Beschreibung der Arzneiwirkung im Vergleich zur Dosis ein. Brodie und Axelrod entdeckten energie- und sauerstoffabhängige Enzyme der Mikrosomen und schufen damit die Grundlage für die Erforschung des Cytochrom-P450-Systems. Wichtige Arbeiten Brodies befassten sich mit der Neuropsychopharmakologie; mit der Wirkung von Arzneistoffen (wie MAO-Hemmer, Methyldopa oder Tetrabenazin) auf Stoffwechsel, Speicherung, Freisetzung und Abbau von Neurotransmittern wie Serotonin und Noradrenalin, mit der Wirkung der Neurotransmitter auf das Gehirn und seine Funktion, sowie mit ihren Agonisten und Antagonisten. Brodie eröffnete mit seinen Untersuchungen zum Einfluss der Neurotransmitter auf den Hormonhaushalt das wissenschaftliche Feld der Neuroendokrinologie. Spätere Arbeiten Brodies befassten sich mit der Hepatotoxizität verschiedener Substanzen und wodurch diese induziert wird oder wie sie – zum Beispiel durch Glutathion – abgemildert werden kann.

## Auszeichnungen (Auswahl)
- 1966 Mitglied der National Academy of Sciences
- 1967 Albert Lasker Award for Basic Medical Research[1]
- 1968 National Medal of Science[2]
- 1969 Schmiedeberg-Plakette[3]
- Neun Ehrendoktorate

Die American Society for Pharmacology and Experimental Therapeutics vergibt den Bernard B. Brodie Award in Drug Metabolism für herausragende Arbeiten zum Stoffwechsel von Wirkstoffen. Das Institut für Neurowissenschaften an der Universität Cagliari trug Brodies Namen.